# كرة القدم في الألعاب الأولمبية الصيفية للشباب 2010
مسابقة كرة القدم في أولمبياد الصيف للشباب 2010 التي عُقِدت في سنغافورة في شهر اغسطس، وقد ضمّت 12 منتخبًا يتنافسون في مسابقة رجال وأخرى للنساء. وتم تقسيم الفرق إلى 2 مجموعات لكل مجموعة رجال وسيدات.

## وصلات خارجية
- موقع الفيفا